# جاي جاكسون (لاعب كرة قاعدة)
جاي جاكسون (بالإنجليزية: Jay Jackson)‏ هو لاعب كرة قاعدة أمريكي، ولد في 27 أكتوبر 1987 في غرينفيل في الولايات المتحدة.

## وصلات خارجية
- جاي جاكسون على موقع دوري كرة القاعدة الرئيسي (الإنجليزية)
- جاي جاكسون على موقع الدوري الياباني لكرة القاعدة (الإنجليزية)
- جاي جاكسون على موقعبيزبول رفرنس.كوم (الدوري الرئيسي) (الإنجليزية)
- جاي جاكسون على موقعبيزبول رفرنس.كوم (الدوري الثانوي) (الإنجليزية)
- جاي جاكسون على موقع إي إس بي إن.كوم (أم.أل.بي) (الإنجليزية)
- جاي جاكسون على موقع مشجعي الرسوم البيانية (الإنجليزية)